# Alta corte di Gerusalemme

Stemma del Regno di Gerusalemme

L'Alta corte di Gerusalemme era il supremo concilio feudale del Regno di Gerusalemme. A volte veniva chiamata curia generalis o curia regis.

## Storia e caratteristiche della Corte

### Origine e composizione
Le corti feudali erano caratteristiche tipiche dell'organizzazione medievale e in particolare in quella Franca. Le corti erano particolari riunioni di un Signore e dei suoi vassalli, con poteri di tipo giudiziario-legislativo, che variavano però da caso a caso a seconda della natura del rapporto feudale intercorrente tra i vassalli ed il Signore e la natura del potere feudale di quest'ultimo.
Nel Regno di Gerusalemme, il re non era sovrano per diritto ereditario, ma elettivo. Questa condizione, determinata dalla particolare origine del regno, nato dalle diverse spedizioni autonome concorse nella prima crociata (agli inizi del XII secolo), assegnava dunque una particolare preminenza alla corte regia, nella quale il sovrano rivestiva una sorta di condizione di primus inter pares nel concilio dei suoi elettori (in origine i capi della crociata).
Tecnicamente tutti i vassalli reali, che riconoscevano conformemente l'autorità del sovrano, avevano il diritto di assistere e votare. Vi si aggiungeva il patriarca di Gerusalemme, rappresentante della Chiesa e della particolare compartecipazione di quest'ultima al potere sovrano del Regno, determinato dall'originale supremazia papale nella crociata. I nobili che assistevano con maggiore regolarità ai lavori della corte, che si riuniva dove necessario e laddove il re la convocava, dunque non solo a Gerusalemme, tendevano a servire, quando necessario, come giudici. Per ovvi motivi spesso tali nobili coincidevano coi suoi ufficiali, i quali potevano anche presiedere la corte in assenza del sovrano.
Solo quattro voti (il re e tre vassalli qualsiasi) erano necessari per raggiungere il quorum. 
Dopo il 1120 circa, poterono far parte della corte anche i vari vescovi del Regno, che, su pressione dei nuovi crociati giunti dall'Occidente, furono autorizzati ad assistere e votare; la prima volta questo accadde ad Acri il 24 giugno 1148 durante la seconda crociata, quando si prese la decisione di attaccare Damasco. Successivamente anche i gran maestri dei vari ordini militari furono autorizzati ad assistere e votare. Durante il XII secolo soleva partecipare alla Corte anche un piccolo gruppo di consiglieri del re, ma verso la fine del secolo questo gruppo scomparve.

### Doveri
La Corte imponeva le tasse agli abitanti del regno e votava sulle spedizioni militari. Quando si decideva la spedizione tutti i vassalli del regno venivano mobilitati. La Corte era l'unico corpo giudiziario per i nobili del regno, per casi come omicidio, violenza, usura, vendite ed acquisti di feudi e cavalli, mancato servizio, eredità e tradimento. Le punizioni includevano la confisca della terra, l'esilio, o la morte in casi estremi. Era possibile evitare la pena sconfiggendo tutti i giudici in un combattimento giudiziario, ma questo era naturalmente poco pratico e non venne mai fatto. La Corte era inoltre responsabile della circolazione delle monete.
Cosa più importante, la Corte sceglieva il re o il suo reggente, e poneva fine alle dispute per il trono tra i vari rivendicatori. Ogni nuovo regno iniziava con una riunione della Corte, che riconosceva formalmente il nuovo re, e con il giuramento di fedeltà di ogni suo membro. I membri della Corte esprimevano il loro parere al re e insieme decidevano sul da fare. Si poteva anche essere in disaccordo con il re e non considerare i suoi desideri. In sostanza, il re era più un "primo tra pari" mentre sedeva nella Corte, anche se era riconosciuto come suo capo.
Chiunque dichiarava il falso o rompeva un giuramento perdeva il diritto di esprimersi e di votare.

### L'Assise sur la ligeage
Forse la parte di legislazione più importante emanata dalla Corte fu l'Assise sur la ligeage ("Assise sulla lealtà"), sentenziata nel 1166, durante il regno di Amalrico I. L'assise proibiva formalmente la confisca illegale dei feudi e al contempo concedeva anche ai valvassori (cioè ai vassalli dei vassali reali) di ricorrere al giudizio dell'Alta corte e quindi di sedervi. Di fatto tale atto, ampliando la composizione della corte anche ai valvassori, consentiva al Re di aumentare la propria base di consenso e al contempo di dotarsi di uno strumento atto a limitare il potere dei grandi baroni, fornendogli il mezzo per intervenire nel rapporto di questi coi propri sottoposti.
L'atto, tuttavia, pur consentendo ora a tutti i nobili il diritto di parola, non annullava la distinzione esistente tra vassalli e valvassori, né annullava il diritto dei baroni di riunire le proprie corti feudali per giudicare i valvassori. L'Assise, inoltre, poteva rappresentare un'arma a doppio taglio per la stessa corona, che poteva ora essere chiamata in giudizio dalla Corte per rispondere delle proprie decisioni in merito all'assegnazione dei feudi.
A seguito dell'Assise, la composizione della Corte crebbe a circa 600 uomini con diritto di voto.